# Studentkör

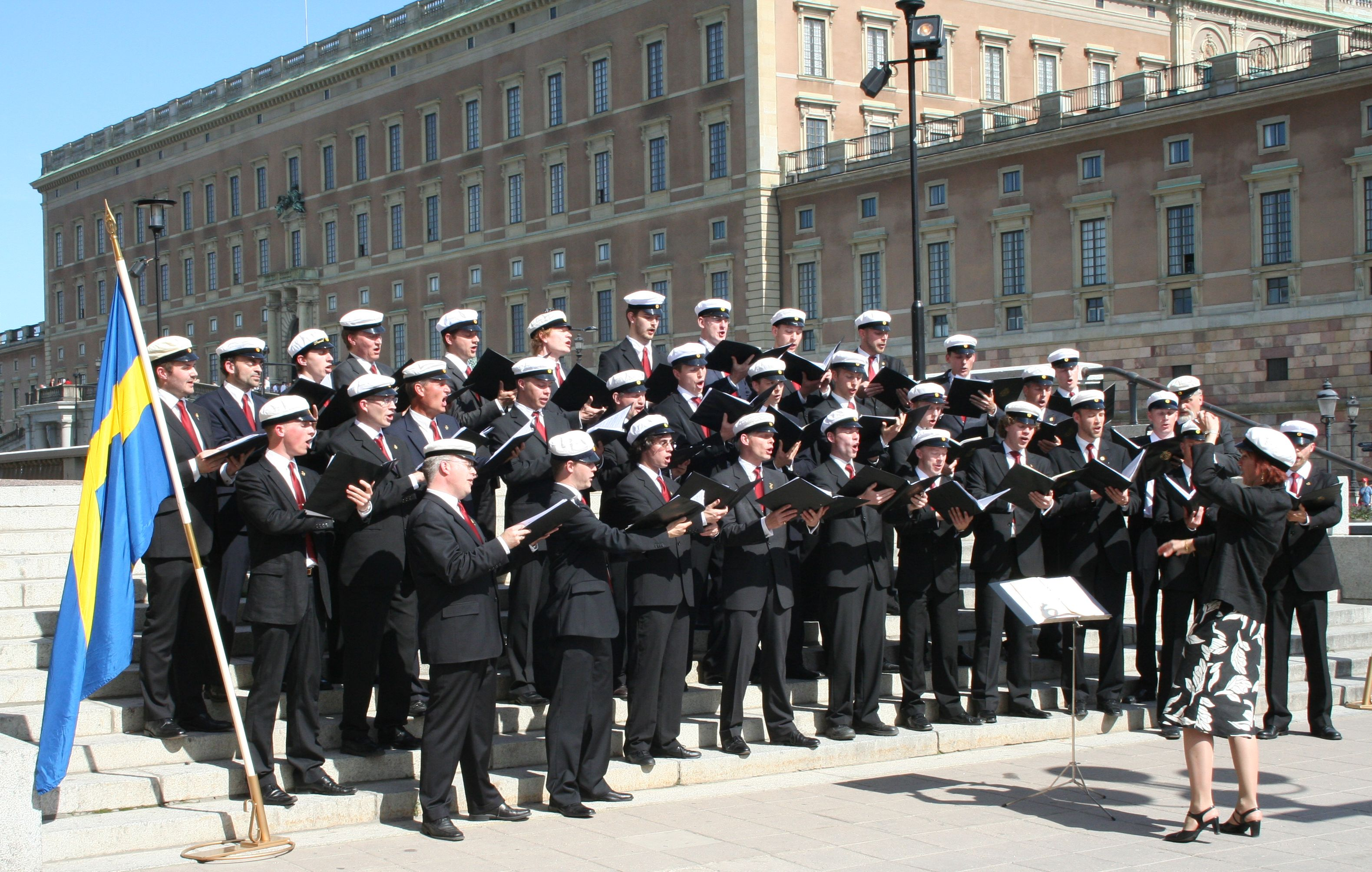
Stockholms Studentsångare 2007

En studentkör är en kör som själv definierar sig som studentkör. Studentkören behöver därmed inte bestå enbart av studenter, utan även alumner. Den har oftast en fastare eller lösare koppling till en högskola, ett universitet eller en studentkår.